# Czesma
Czesma (ros. Чесма) – wieś (sieło) w Rosji, w obwodzie czelabińskim, ośrodek administracyjny rejonu czesmińskiego. W 2010 liczyła 6517 mieszkańców.